# Saint-Pardoult
Saint-Pardoult è un comune francese di 224 abitanti situato nel dipartimento della Charente Marittima nella regione della Nuova Aquitania.

## Società

### Evoluzione demografica
Abitanti censiti